# Giordano Riccati
Giordano Riccati (Castelfranco Veneto, 25 febbraio 1709 – Treviso, 20 luglio 1790) è stato un fisico, architetto, matematico e teorico della musica italiano.

## Biografia

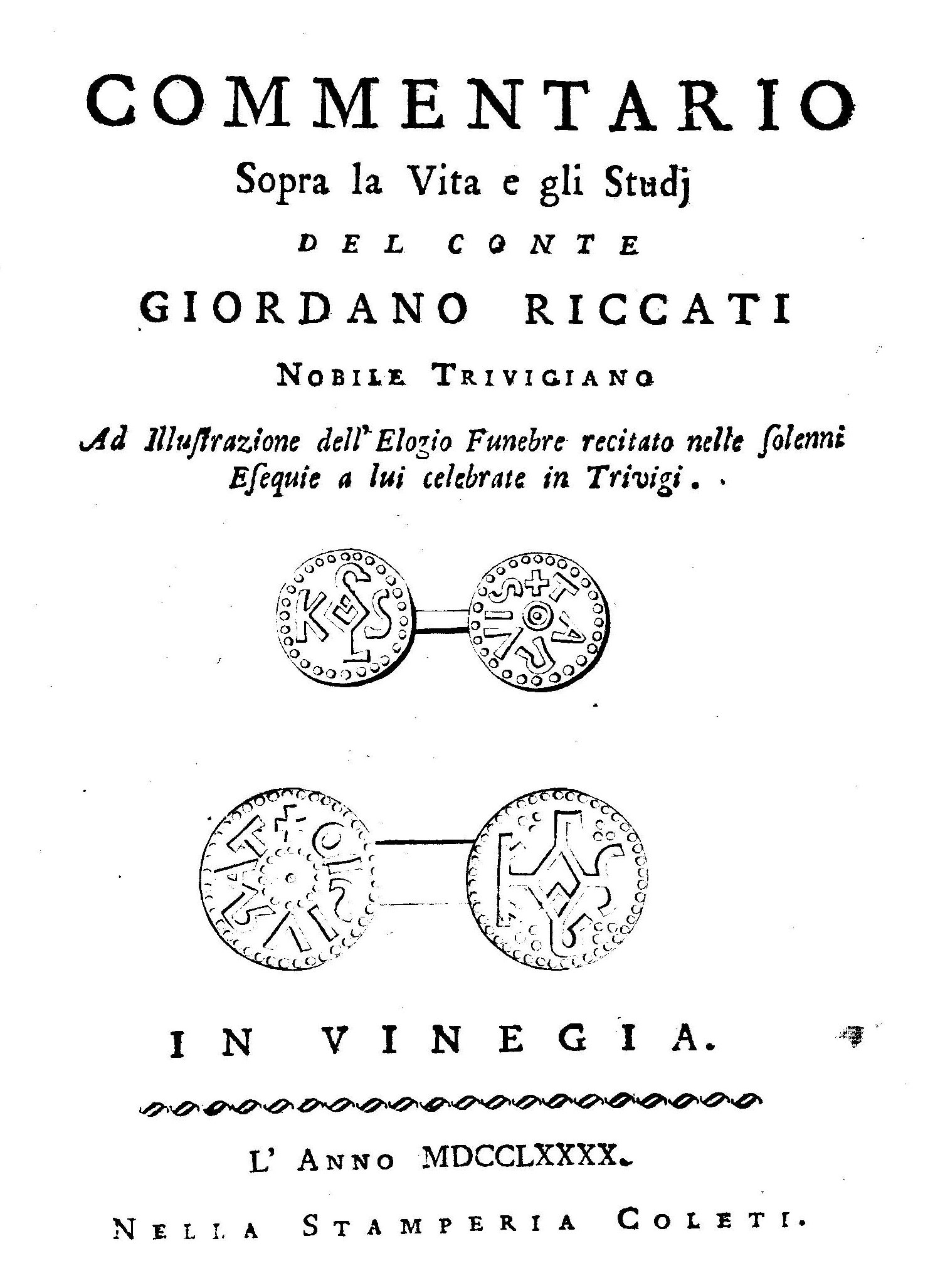
Domenico Maria Federici, Commentario sopra la vita e gli studi del conte Giordano Riccati, 1790

Giordano fu il quinto figlio di Jacopo Riccati e Elisabetta Onigo; si occupò di matematica e di fisica, di teoria musicale e di architettura e curò numerose pubblicazioni; mantenne una fitta corrispondenza con molti protagonisti del mondo della cultura del Settecento.
La formazione scientifica di Giordano fu personalmente seguita dal padre, e con il matematico Ramiro Rampinelli proseguì gli studi presso l'Università di Padova, dove seguì lezioni di idraulica, letteratura, filosofia e disegno.
Riccati fu un valente architetto ed un teorico dell'architettura; lo studio dell'applicazione della media proporzionale armonica è considerato la principale realizzazione teorica dell'architettura riccatiana.
Assai interessanti sono gli edifici progettati e costruiti da Giordano Riccati: a Treviso ammiriamo la facciata della chiesa di San Teonisto, la chiesa di Sant'Andrea in Riva, l'interno del Duomo, lo scalone di palazzo Spineda, mentre la Biblioteca Capitolare è stata distrutta dal bombardamento del 7 aprile 1944; anche le chiese di Santa Maria della Pieve di Castelfranco, di Caerano di San Marco e la di Sant'Andrea di Venegazzù sono dello studioso castellano.
Giordano Riccati fu grande amico e primo allievo di Francesco Maria Preti, architetto progettista con Giovanni Miazzi, dell'attigua villa Spineda Loredan Gasparini, del quale nel 1780 curò la pubblicazione di Elementi di Architettura; una copia dell'opera, già nel 1783, compariva nella biblioteca personale di Thomas Jefferson, futuro presidente degli Stati Uniti d'America, grande conoscitore dell'architettura classica ed estimatore della ville venete, a cui si ispirò per la progettazione della Casa Bianca.
In fisica sperimentale, ed in particolare in meccanica, Riccati è ricordato per i suoi studi sull'elasticità dei materiali, che lo portarono a determinare il rapporto tra quelle del ferro e dell'ottone con valori molto vicini a quelli tuttora in uso. In questo modo, seguendo un suggerimento di Eulero, anticipò di 25 anni i risultati di Thomas Young e l'introduzione a questi dovuta del concetto di modulo di elasticità.
Giordano Riccati svolse anche una feconda ed importante attività in qualità di docente di musica ed ebbe un interessante rapporto con il piranese Giuseppe Tartini (1692 - 1770), che conobbe personalmente e con il quale ebbe un vivacissimo epistolario, un'autentica miniera di spunti di riflessione sul ruolo assunto dalla matematica nella teoria musicale del XVIII secolo.
Inoltre il Riccati ebbe una corrispondenza epistolare col maestro di cappella di Bonn Andrea Luca Luchesi (testimoniata da sette lettere inviate dal Luchesi tra il 1764 ed il 1770) al quale spesso dava giudizi e consigli essendo egli autore del Saggio sulle leggi del contrappunto (1762) col quale aveva divulgato il sistema teorico-musicale di Padre Vallotti (teorico delle dissonanze), intendendo così «provare, contro gli odierni matematici, che la musica non è un'arte solo di sentimento e di pura pratica, ma bensì vera scienza matematica».
Domenico Maria Federici ne scrisse una biografia.

## Opere

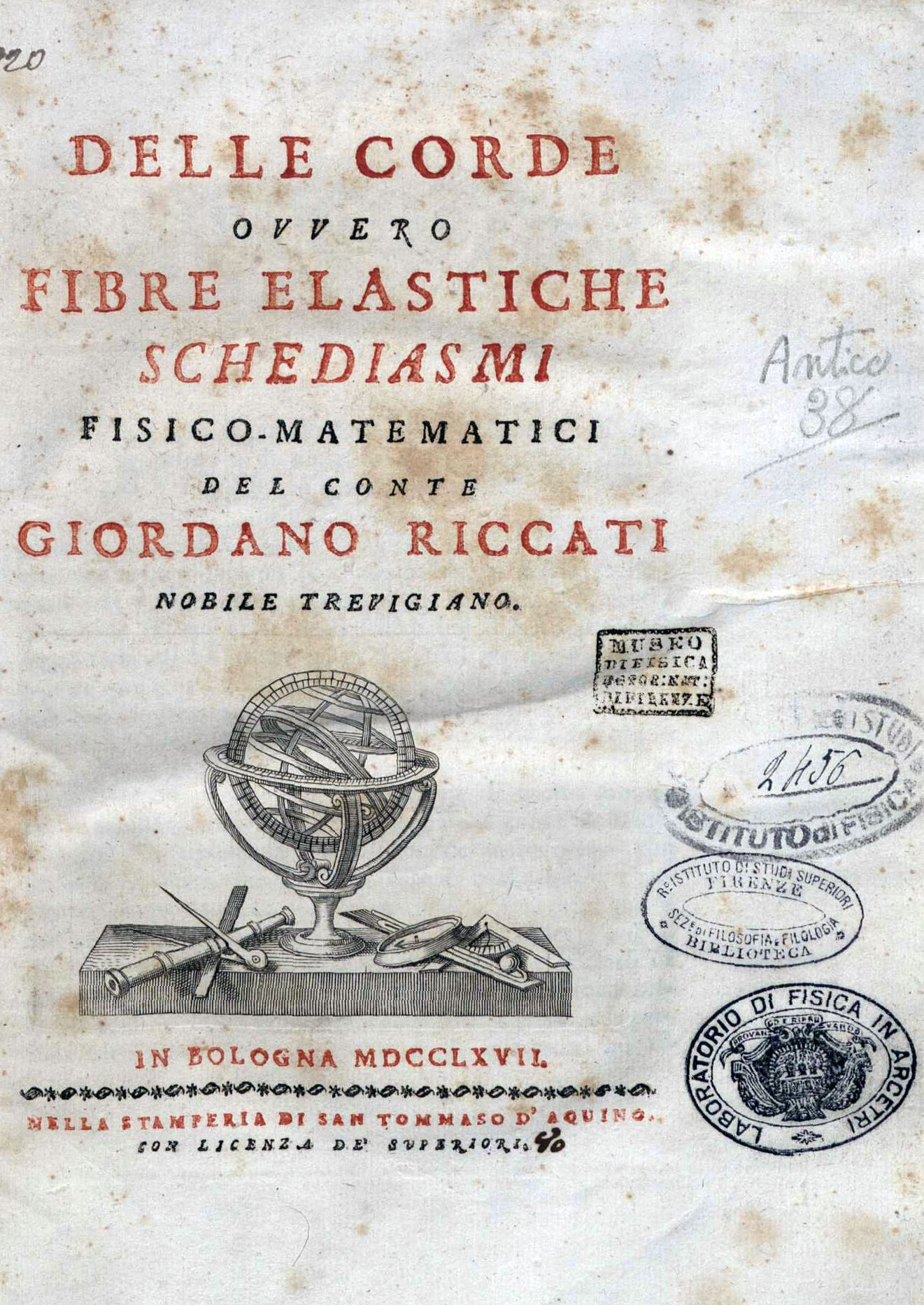
Delle corde, 1767

- Saggio sopra le leggi del contrappunto, Castelfranco, Giulio Trento, 1762.
- Delle corde, Bologna, Stamperia di S. Tommaso d'Aquino, 1767.